# Fabrikaktion
Als Fabrikaktion wird die Verhaftung der bis dahin von der Deportation verschonten letzten Berliner Juden bezeichnet, die bis zum 27. Februar 1943 noch in Berliner Rüstungsbetrieben oder von der jüdischen Kultusvereinigung zwangsbeschäftigt waren. Der Begriff „Fabrikaktion“ wurde erst nach 1945 von Opfern geprägt. Die Gestapo selbst bezeichnete die Razzia, die sich nicht auf Berlin beschränkte, intern als Großaktion Juden; im Verkehr mit den Betrieben wurde sie Evakuierungsaktion genannt. Die Fabrikaktion löste den Rosenstraßen-Protest aus, bei dem nichtjüdische Angehörige die Freilassung von Verhafteten verlangten.

## Situation
Im September 1942 waren noch 75.800 jüdische Deutsche in rüstungswichtigen Betrieben zur Zwangsarbeit eingesetzt gewesen. Hitler drängte am 22. September 1942 darauf, die verbliebenen Juden in den Rüstungsbetrieben durch andere Zwangsarbeiter zu ersetzen. Daraufhin wurde das Reichssicherheitshauptamt (RSHA) tätig und veranlasste mehrere Transporte nach Riga und ins KZ Auschwitz-Birkenau. Wegen einer kriegsbedingten Transportsperre wurden die Deportationen im Dezember nicht fortgeführt, die Betriebe jedoch schon benachrichtigt, dass ihre jüdischen Zwangsarbeiter bis spätestens Ende März 1943 „evakuiert“ würden.
Anfang 1943 waren noch rund 15.100 jüdische Zwangsarbeiter in Berlin registriert. Außerhalb der Hauptstadt waren weitere 5.300 Juden erfasst, die in Großstädten oder Arbeitslagern lebten.
Am 20. Februar 1943 gab das Referat IV B 4 des Reichssicherheitshauptamtes, in dem Adolf Eichmann tätig war, nähere Anweisungen für die „technische Durchführung der Evakuierung von Juden nach dem Osten“. Danach sollten „vorerst“ bestimmte Gruppen von Juden von der Deportation ausgenommen werden. Dies waren
- jüdische Partner aus „Mischehen“, unter bestimmten Umständen auch nach Scheidung der „Mischehe“,
- verheiratete „Geltungsjuden“, die mit „arischen“ Verwandten zusammenlebten,
- Juden im Alter von über 65 Jahren, sofern diese nicht mit einem Juden unter 65 Jahren verheiratet waren,
- Inhaber bestimmter Orden und genau aufgeführter Auszeichnungen,
- ferner Personen, die durch besondere Erlasse des RSHA zurückgestellt worden waren.

Diese Gruppen sollten zwar vorerst nicht deportiert werden, aber auch nicht weiter in rüstungswichtigen Betrieben arbeiten, sondern anderweitig als Zwangsarbeiter eingesetzt werden. Damit waren sie jederzeit rasch abzurufen, ohne auf Einsprüche der Rüstungsbetriebe reagieren und Widerstände und Verzögerungen erwarten zu müssen.

## Durchführung der Razzia
In mehreren Städten wurden die Juden am 26. Februar 1943 aufgefordert, sich am nächsten Tag zur Überprüfung ihrer Arbeitspapiere bei der Gestapo einzufinden. In Breslau, wo eine größere Anzahl Juden lebte, wurden die Opfer ohne Vorwarnung am frühen Morgen des 27. Februars in ihren Wohnungen oder in den Fabriken verhaftet und auf dem Gelände der Synagoge festgehalten. In Dresden wurde das sogenannte „Judenlager Hellerberg“ zum Sammellager umfunktioniert. Die Aktionen im Großreich waren nach zwei Tagen abgeschlossen.
In Berlin war die Razzia – auch wegen der größeren Personenzahl – nicht so rasch durchzuführen und dauerte rund eine Woche. Auch hier hatte man – anders als bei vorhergehenden Deportationen – keinerlei Hinweis auf ein Datum der „Evakuierung“ gegeben. Gestapo und bewaffnete SS-Angehörige riegelten am Morgen des 27. Februars schlagartig etwa 100 Betriebe ab und transportierten die Verhafteten auf offenen Lastkraftwagen zu vorbereiteten Sammelstellen. Andere Juden, die durch den Judenstern kenntlich waren, wurden von der Schutzpolizei auf offener Straße verhaftet. Später durchsuchte die Gestapo Wohnungen und nahm die jüdischen Bewohner mit. Insgesamt wurden bei dieser Großrazzia in Berlin etwa 11.000 Juden inhaftiert.

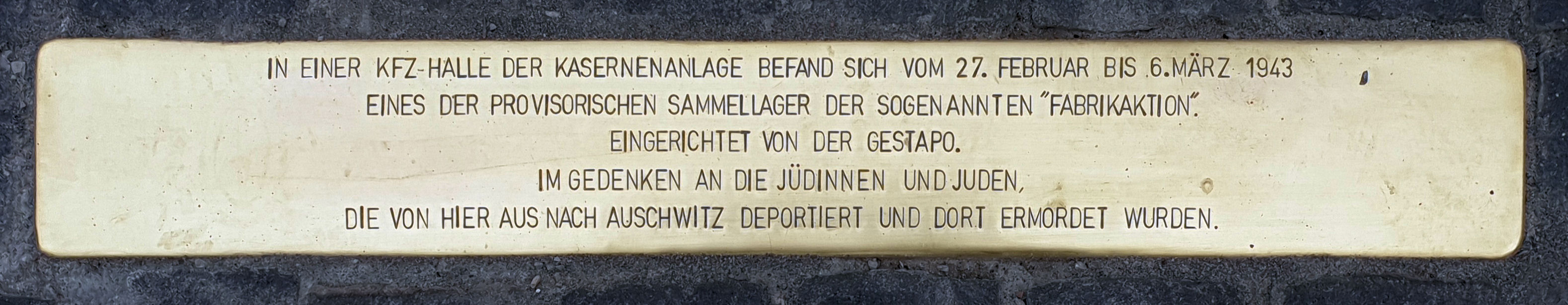
Stolperschwelle vor der „Hermann-Göring-Kaserne“, heute „Julius-Leber-Kaserne“, in Erinnerung an die Fabrikaktion.

Als Sammellager in Berlin dienten u. a.
- der Saal im Konzerthaus Clou in der Mauerstraße im Bezirk Mitte
- eine Fahrzeughalle der Hermann-Göring-Kaserne im damaligen Bezirk Wedding
- Pferdeställe der Rathenower Kaserne in der Feldzeugmeisterstraße in Moabit
- die Synagoge in der Levetzowstraße in Moabit
- das jüdische Altersheim in der Großen Hamburger Straße im Bezirk Mitte
- das Gebäude der Jüdischen Gemeinde in der Rosenstraße im Bezirk Mitte

## Entlassungen und Deportationen
Offenbar wurden alle in „Mischehe“ lebenden Häftlinge sowie viele „Geltungsjuden“ und einige „jüdische Mischlinge“ zur weiteren Überprüfung in das Sammellager Rosenstraße überführt, wo schließlich bis zu 2.000 Personen festgehalten wurden. Vor dem Gebäude versammelten sich tagelang Angehörige der Verhafteten und ließen sich auch von der Schutzpolizei dort nicht vertreiben.
Mehrere Männer aus „privilegierten Mischehen“ wurden bereits am 1. März aus der Rosenstraße entlassen. In den folgenden Tagen bis zum 12. März wurden nach und nach die meisten der eingehend überprüften Personen mit der Auflage aus der Haft entlassen, sich beim Arbeitsamt zur Einweisung als Zwangsarbeiter zu melden.
Die meisten der in den anderen Sammellagern inhaftierten Juden wurden zwischen dem 1. und dem 6. März 1943 in fünf Transporten nach Auschwitz deportiert. Am 9. März wurden die bislang zurückgestellten „volljüdischen“ Angestellten der Reichsvereinigung der Juden in Deutschland mit ihren Angehörigen verhaftet und am 12. März ebenfalls nach Auschwitz deportiert. Ein weiterer Transport mit „Geltungsjuden“ verließ Berlin am 17. März mit dem Fahrziel Theresienstadt.
Sehr wahrscheinlich wurden zwei Drittel der Deportierten unmittelbar nach ihrer Ankunft in Auschwitz ermordet. Für zwei dieser Transporte sind die Zahlen durch ein Dokument belegt:

„Transport aus Berlin, Eingang 5. März 43, Gesamtstärke 1128 Juden. Zum Arbeitseinsatz gelangten 389 Männer (Buna) und 96 Frauen. Sonderbehandelt wurden 151 Männer und 492 Frauen und Kinder. […] Transport aus Berlin, Eingang 7. März 43, Gesamtstärke 690 […]. Sonderbehandelt wurden 30 Männer und 417 Frauen und Kinder. gez. Schwarz, Obersturmführer.“

## Flucht und Rettung
Etwa 4000 der Gesuchten konnten sich der Verhaftung während der Fabrikaktion entziehen. Verärgert notierte Goebbels am 2. März 1943 im Tagebuch:

„Leider hat sich auch hier wieder herausgestellt, dass die besseren Kreise, insbesondere die Intellektuellen, unsere Judenpolitik nicht verstehen und sich zum Teil auf die Seite der Juden stellen. Infolgedessen ist unsere Aktion vorzeitig verraten worden, so dass uns eine Menge von Juden durch die Hände gewischt sind. Aber wir werden ihrer doch noch habhaft werden.“

Tatsächlich berichten überlebende Zeitzeugen, sie seien kurzfristig von Bekannten und Vorarbeitern – in einem Fall sogar von einem Schutzpolizisten – gewarnt worden. Andererseits gab es bereits in den ersten Tagen Denunziationen, die zur Verhaftung von Untergetauchten führten. Die Gestapo setzte zudem einen Fahndungsdienst ein, bei dem jüdische „Greifer“ als Denunzianten kollaborierten. Schätzungen gehen davon aus, dass sich in Berlin insgesamt nur etwa 1500 Juden bis zur Kapitulation verborgen halten konnten.
Die zahlreichen nicht-jüdischen Helfer setzten dabei zwar nicht ihr Leben aufs Spiel, doch konnten sie das Strafrisiko kaum vorher einschätzen. Ab dem 24. Oktober 1941 war bereits für „öffentlich gezeigte freundschaftliche Beziehungen zu Juden“ eine „Schutzhaft“ von drei Monaten angedroht. Oft wurden weitere Delikte wie Urkundenfälschung, „Rundfunkverbrechen“, „Feindbegünstigung“ oder „Verbreitung zersetzender Nachrichten“ herangezogen und führten zu erheblich höheren Strafen.
Nach dem Kriege wurden Hilfeleistungen für untergetauchte Juden nicht als aktive Widerstandshandlung gewertet und galten daher nach dem Bundesentschädigungsgesetz nicht als „entschädigungswürdig“.